# Saison 1937-1938 du Stade Olympique Montpelliérain
Chronologie
Saison précédente Saison suivante
La saison 1937-1938 du SO Montpelliérain a vu le club évoluer en Division 2 pour la troisième saison consécutive.
Le club héraultais va connaître une mauvaise saison en terminant à la 21e place du championnat.
En Coupe de France, les somistes ne brille guère plus en échouant dès les seizièmes de finale de la compétition.

## Joueurs et staff

### Transferts
| Été 1937           |                    |                           |                        |            |
| Nom                | Nationalité        | Transfert                 | Provenance/Destination | Division   |
| Arrivées           |                    |                           |                        |            |
| Fernand Requier    | France             | Premier contrat pro       |                        |            |
| Georges Séfelin    | République tchèque | Transfert                 | SC Fives               | Division 1 |
| Départs            |                    |                           |                        |            |
| Branislav Acimovic | Serbie             | Fin de contrat (Retraite) |                        |            |
| Branislav Sekulić  | Serbie             | Fin de contrat (Retraite) |                        |            |
| François Bonnet    | France             | Transfert                 | Stade rennais UC       | Division 2 |
| Jozsef Ebner       | Hongrie            | Transfert                 | Stade rennais UC       | Division 2 |

## Rencontres de la saison

### Division 2
| Date                 | Tour       | Adversaire            | Lieu | Résultat | Place |
| Groupe Sud           |            |                       |      |          |       |
| 22/08/37             | Journée 1  | Exempté de match      | -    | -        |       |
| 29/08/37             | Journée 2  | Toulouse FC           | Dom. | 5-0      | 3e    |
| 05/09/37             | Journée 3  | Nîmes Olympique       | Ext. | 1-2      | 3e    |
| 12/09/37             | Journée 4  | OGC Nice              | Dom. | 2-1      | 2e    |
| 19/09/37             | Journée 5  | Olympique alésien     | Ext. | 0-4      | 5e    |
| 26/09/37             | Journée 6  | AS Saint-Étienne      | Dom. | 1-3      | 5e    |
| 03/10/37             | Journée 7  | Girondins de Bordeaux | Ext. | 2-2      | 5e    |
| 10/10/37             | Journée 8  | Exempté de match      | -    | -        | 5e    |
| 17/10/37             | Journée 9  | Toulouse FC           | Ext. | 1-1      | 5e    |
| 24/10/37             | Journée 10 | Nîmes Olympique       | Dom. | 3-0      | 5e    |
| 07/11/37             | Journée 11 | OGC Nice              | Ext. | 0-2      | 5e    |
| 11/11/37             | Journée 12 | Olympique alésien     | Dom. | 0-0      | 5e    |
| 21/11/37             | Journée 13 | AS Saint-Étienne      | Ext. | 1-3      | 5e    |
| 06/03/38             | Journée 14 | Girondins de Bordeaux | Dom. | 3-1      | 6e    |
| Groupe de relégation |            |                       |      |          |       |
| 12/12/37             | Journée 1  | FC Dieppe             | Dom. | 4-5      | 4e    |
| 27/02/38             | Journée 2  | FCO Charleville       | Ext. | 1-3      | 7e    |
| 02/01/38             | Journée 3  | AS Hautmont           | Dom. | 3-0      | 4e    |
| 20/02/38             | Journée 4  | RC Calais             | Dom. | 0-1      | 4e    |
| 23/01/38             | Journée 5  | Exempté de match      | -    | -        | 5e    |
| 16/04/38             | Journée 6  | US Longwy             | Dom. | 4-0      | 5e    |
| 16/01/38             | Journée 7  | Nîmes Olympique       | Dom. | 1-1      | 8e    |
| 13/02/38             | Journée 8  | Girondins de Bordeaux | Ext. | 2-3      | 9e    |
| 06/02/38             | Journée 9  | AS Troyes             | Ext. | 0-2      | 9e    |
| 13/03/38             | Journée 10 | Exempté de match      | -    | -        | 9e    |
| 20/03/38             | Journée 11 | US Longwy             | Ext. | 3-0      | 9e    |
| 27/03/38             | Journée 12 | FCO Charleville       | Dom. | 4-1      | 9e    |
| 03/04/38             | Journée 13 | AS Hautmont           | Ext. | 2-2      | 8e    |
| 10/04/38             | Journée 14 | RC Calais             | Ext. | 1-0      | 7e    |
| 24/04/38             | Journée 15 | Girondins de Bordeaux | Dom. | 2-1      | 3e    |
| 01/05/38             | Journée 16 | AS Troyes             | Dom. | 3-1      | 3e    |
| 08/05/38             | Journée 17 | Nîmes Olympique       | Ext. | 0-3      | 4e    |
| 15/05/38             | Journée 18 | FC Dieppe             | Ext. | 0-2      | 5e    |

### Coupe de France
| Tour            | Adversaire                                   | Lieu                | Résultat |
| 5e tour         | Bagnères de Luchon Sport (Division inconnue) | Dom.                | 14-0     |
| 1/32e de finale | FC Sochaux-Montbéliard (Division 1)          | Dom.                | 4-0      |
| 1/16e de finale | Red Star (Division 1)                        | Stade de l'Huveaune | 2-1      |

## Statistiques

### Statistiques collectives
| Compétition     | Débute au tour | Place ou tour final | Matches joués | Gagnés | Nuls | Perdus | Buts pour | Buts contre | Différence |
| Division 2      | -              | 21e                 | 28            | 11     | 5    | 12     | 49        | 44          | +5         |
| Coupe de France | 5e tour        | 1/16e de finale     | 3             | 2      | 0    | 1      | 19        | 2           | +17        |
| Total           | -              | -                   | 31            | 13     | 5    | 13     | 68        | 46          | +22        |